# ألان جيمس باتون
ألان جيمس باتون مواليد 1963 (بالإنجليزية: Alan James Paton)‏ هو عالم نبات اسكتلندي.